# دالتون (جورجيا)
دالتون (بالإنجليزية: Dalton, Georgia)‏ هي مدينة تقع في مقاطعة ويتفيلد، جورجيا بولاية جورجيا في الولايات المتحدة. تبلغ مساحة هذه المدينة 51.3 (كم²)، وترتفع عن سطح البحر 232 م، بلغ عدد سكانها 33128 نسمة في عام 2010 حسب إحصاء مكتب تعداد الولايات المتحدة.

## أعلام
- جيم أرنولد
- أندريا ساول
- ميتشيل بوغز
- موريس ألموند
- بيل موريسي
- داف غرين
- هارلان إرفين ميتشيل
- بريان إم. توماس
- إدي دوايت

## وصلات خارجية
- Cities & Counties - Georgia.gov